# Собор Преображения Господня (Новосибирск)
Собор Преображения Господня — католический собор в городе Новосибирске. Собор имеет статус кафедрального в Преображенской епархии (с центром в Новосибирске), возглавляемой епископом Иосифом Вертом. Расположен по адресу: улица М. Горького, д. 100.

## История

### Исторические католические храмы Новосибирска
Католическая община в Новосибирске (Новониколаевске) к началу XX века насчитывала около 4 тысяч человек. В 1902 году на средства прихожан был возведён небольшой молитвенный дом. В 1910 году было закончено строительство каменного храма Святого Казимира.
В 30-х годах XX века храм был закрыт, а в 60-х годах уничтожен (сейчас на его месте универмаг ЦУМ).
В 80-х годах священником И. Свидницким была предпринята попытка построить небольшую часовню Непорочного Зачатия Пресвятой Девы Марии на участке, расположенном во 2-м переулке Мира. Несмотря на то, что священник был репрессирован и посажен в тюрьму в декабре 1984 года, прихожане достроили часовню, существующую по сей день.

### Строительство собора
С возобновлением нормального функционирования Католической Церкви в России в начале 90-х годов было получено разрешение на строительство в городе большого храма.
Строительство было начато весной 1992 года. Первая месса в ещё строящемся соборе была совершена Представителем Св. Престола в РФ архиепископом Франческо Коласуонно в октябре 1994 года. С Вербного воскресенья 1996 года богослужения стали регулярно совершаться в нижнем храме, а с Рождества 1996 — в основной части собора. Окончательно строительство было завершено летом 1997 года. Торжественное освящение состоялось 10 августа 1997 года, возглавлял обряд епископ И. Верт, в освящении собора приняли участие Апостольский нунций в РФ архиепископ Джон Буковски, генерал Общества Иисуса Петер-Ханс Кольвенбах, 10 епископов, более 120 священников из разных стран мира, а также около тысячи прихожан и паломников.

## Архитектура и внутреннее убранство
Архитектура собора весьма необычна и соединяет в себе элементы модерна со стилизованными формами романского и готического стиля.
Здание собора тремя уступами повышается к алтарной части, крыша состоит из трёх двускатных остроконечных частей. Разница в уровне и углах наклона крыш позволяет разместить витражи для освещения собора. Самая низкая крыша находится над притвором храма, средняя над основной частью храма, а самая высокая над алтарной частью. Трёхчастная крыша символизирует три кущи, о которых, как повествует Евангелие, апостол Пётр говорил во время Преображения, в честь которого освящён собор.
На главном фасаде храма расположены три портала, завершённые арками в романском стиле. В центральном портале находится входная дверь и окно-витраж, в боковых — окна.
По бокам от центрального входа находятся лестницы, ведущие на хоры и в крипту собора, где располагается часовня восточного обряда.
К зданию собора примыкает здание епархиального управления, в котором расположены также библиотека и помещения для катехизации. По периметру территория храма окружена крытой галереей, по которой в праздничные дни устраиваются процессии. В угловых башнях галереи располагаются колокола.
29 августа 2013 года были освящены витражи, изображающие чудо в Кане Галилейской, Тайную Вечерю, Крещение Христа и Сошествие Святого Духа.